# Esme Morgan
Esme Morgan (Sheffield, 18 oktober 2000) is een voetbalspeelster uit Engeland. Ze kwam van 2017 tot 2024 als verdediger uit voor Manchester City in de FA Women's Super League. Sinds 2024 speelt Morgan voor het Amerikaanse Washington Spirit in de National Women's Soccer League.

## Clubcarrière
Esme Morgan begon haar carrière in de jeugd van Manchester City. Op 24 september 2017 maakte ze haar debuut voor de club in een overwinning op Yeovil Town. 
In 2019 vertrok Morgan op huurbasis naar Everton FC. Voor de club uit Liverpool kwam Morgan tot 11 wedstrijden en scoorde ze één keer.
Het seizoen erna keerde Morgan terug bij Manchester City. In september 2021 liep Morgan een gebroken been op in de wedstrijd tegen Tottenham Hotspur. Toen ze hersteld was hiervan, keerde ze terug in het basiselftal. Op 6 november 2022 was Morgan voor de eerste keer aanvoerder van de Citizens in een met 3-0 gewonnen wedstrijd tegen Reading FC.
In de zomer van 2024 liet Morgan, na zeven jaar voor Manchester City te hebben gespeeld, Engeland achter zich en maakte ze de overstap naar Washington Spirit.

## Statistieken
| Seizoen    | Club              | Land             | Competitie                     | Wedstrijden | Doelpunten |
| ---------- | ----------------- | ---------------- | ------------------------------ | ----------- | ---------- |
| 2017-2024  | Manchester City   | Engeland         | FA Women's Super League        | 53          | 1          |
| 2019-2020  | Everton F.C.      | Engeland         | FA Women's Super League        | 11          | 1          |
| 2024-heden | Washington Spirit | Verenigde Staten | National Women's Soccer League | 0           | 0          |
| Totaal     | Totaal            | Totaal           | Totaal                         | 64          | 2          |

Laatste update: 28 juni 2024

## Interlandcarrière
Esme Morgan maakte haar debuut voor het Engelse nationale team op 12 oktober 2018 in een overwinning in een vriendschappelijk duel tegen Tsjechië door in de rust in te vallen.
Op 31 mei 2023 selecteerde bondscoach Sarina Wiegman Morgan voor het WK 2023. Morgan bleef alle wedstrijden op de bank. Engeland wist de finale van het WK 2023 te halen. Deze werd echter met 1-0 verloren tegen Spanje.
Op 6 juni 2025 werd Morgan opgenomen in de Engelse selectie voor op het EK 2025 in Zwitserland. Met haar land werd ze op 27 juli 2025 Europees kampioen door in de finale na penalty's af te rekenen met Spanje.
1 Earps ·
2 Bronze ·
3 Charles ·
4 Walsh ·
5 Greenwood ·
6 Bright  ·
7 James ·
8 Stanway ·
9 Daly ·
10 Toone ·
11 Hemp ·
12 Nobbs ·
13 Hampton ·
14 Wubben-Moy ·
15 Morgan ·
16 Carter ·
17 Coombs ·
18 Kelly ·
19 England ·
20 Zelem ·
21 Roebuck ·
22 Robinson ·
23 Russo ·
Coach: Wiegman
1 Hampton ·
2 Bronze ·
3 Charles ·
4 Walsh ·
5 Greenwood ·
6 Williamson  ·
7 James ·
8 Stanway ·
9 Mead ·
10 Toone ·
11 Hemp ·
12 Le Tissier ·
13 Moorhouse ·
14 Clinton ·
15 Morgan ·
16 Carter ·
17 Agyemang ·
18 Kelly ·
19 Beever-Jones ·
20 Park ·
21 Keating ·
22 Wubben-Moy ·
23 Russo ·
Coach: Wiegman